# Katedra Świętego Jana Bożego w Nowym Jorku
Katedra Świętego Jana Bożego  (ang. Cathedral of Saint John the Divine, New York) – katedra Episkopalnej diecezji Nowego Jorku. Mieści się przy 1047 Amsterdam Avenue, na Manhattanie, w dzielnicy Morningside Heights.
Budowa świątyni rozpoczęła się w 1892. Początkowo miał to być kościół neoromański, jednak po dwudziestu latach budowy i śmierci głównego projektanta świątyni, Christophera Granta LaFarge'a, postanowiono nadać kościołowi formy neogotyckie. Pierwsza msza święta została odprawiona w 1941 przed atakiem Japończyków na Pearl Harbor. W czasie II wojny światowej budowę wstrzymano.
Świątynia wciąż jest nieukończona. W 2001 wybuchł pożar i w 2008 kościół został ponownie konsekrowany. Katedra jest wykończona w 66 procentach, ale nie wiadomo, kiedy skończą się prace budowlane.
Nawa świątyni jest długa na około 100 metrów i zmieści się w niej 5000 wiernych. Dzięki temu jest jednym z największych kościołów na świecie.